# Mercedes de Oriente
Mercedes de Oriente (uit het Spaans: "O.L.V. van de Barmhartigheid van het oosten") is een gemeente (gemeentecode 1209) in het departement La Paz in Honduras. De gemeente grenst aan El Salvador.
Het dorp heette eerst Joyilla. Het ligt tussen hoge bergen.

## Bevolking
De bevolking is als volgt verdeeld:
| Vrouwen | 585 | 52% |
| Mannen  | 539 | 48% |

## Dorpen
De gemeente bestaat uit drie dorpen (aldea), waarvan het grootste qua inwoneraantal: La Golondrina (code 120902).